# Kofa National Wildlife Refuge
Le Kofa National Wildlife Refuge est une aire protégée américaine située dans les comtés de La Paz et Yuma, en Arizona. Ce National Wildlife Refuge fondé en 1939 pour protéger les mouflons bighorns du désert couvre 2 693 km2.

## Description
La population de mouflons d’Amérique du désert a récemment été estimée à 428.
Au sein du refuge se trouve le Palm Canyon Trail, un sentier de randonnée classé National Recreation Trail depuis 2007.